# Saison 1912-1913 des Sénateurs d'Ottawa
Autres saisons
Saison précédente Saison suivante
La saison 1912-1913 de hockey sur glace est la vingt-huitième à laquelle participent les Sénateurs d'Ottawa.

## Classement
|                       | PJ | V  | D  | DP | BP  | BC |
| --------------------- | -- | -- | -- | -- | --- | -- |
| Bulldogs de Québec    | 20 | 16 | 4  | 0  | 112 | 75 |
| Wanderers de Montréal | 20 | 10 | 10 | 0  | 93  | 90 |
| Blueshirts de Toronto | 20 | 9  | 11 | 0  | 86  | 95 |
| Canadiens de Montréal | 20 | 9  | 11 | 0  | 83  | 81 |
| Sénateurs d'Ottawa    | 20 | 9  | 11 | 0  | 87  | 81 |
| Tecumsehs de Toronto  | 20 | 7  | 13 | 0  | 59  | 98 |

## Meilleurs marqueurs
| Nom                  | PJ | B  |
| -------------------- | -- | -- |
| Harold Broadbent     | 20 | 20 |
| Erskine Ronan        | 20 | 18 |
| John Darragh         | 20 | 15 |
| Samuel Shore         | 20 | 15 |
| Horace Merrill (en)  | 10 | 5  |
| Joseph Dennison (en) | 12 | 4  |
| Edwin Lowrey (en)    | 13 | 4  |
| Frederick Lake       | 13 | 4  |
| Thomas Westwick (en) | 12 | 2  |

## Saison régulière

### Décembre
| No | Date        | Visiteur           | Score | Domicile           | Fiche |
| -- | ----------- | ------------------ | ----- | ------------------ | ----- |
| 1  | 28 décembre | Sénateurs d'Ottawa | 3-7   | Bulldogs de Québec | 0-1-0 |

### Janvier
| No | Date        | Visiteur              | Score | Domicile              | Fiche |
| -- | ----------- | --------------------- | ----- | --------------------- | ----- |
| 2  | 1er janvier | Blueshirts de Toronto | 1-7   | Sénateurs d'Ottawa    | 1-1-0 |
| 3  | 4 janvier   | Sénateurs d'Ottawa    | 7-3   | Canadiens de Montréal | 2-1-0 |
| 4  | 8 janvier   | Sénateurs d'Ottawa    | 1-4   | Tecumsehs de Toronto  | 2-2-0 |
| 5  | 11 janvier  | Sénateurs d'Ottawa    | 5-11  | Wanderers de Montréal | 2-3-0 |
| 6  | 15 janvier  | Wanderers de Montréal | 1-9   | Sénateurs d'Ottawa    | 3-3-0 |
| 7  | 18 janvier  | Canadiens de Montréal | 6-0   | Sénateurs d'Ottawa    | 3-4-0 |
| 8  | 22 janvier  | Tecumsehs de Toronto  | 4-3   | Sénateurs d'Ottawa    | 3-5-0 |
| 9  | 25 janvier  | Sénateurs d'Ottawa    | 9-6   | Blueshirts de Toronto | 4-5-0 |
| 10 | 29 janvier  | Bulldogs de Québec    | 5-3   | Sénateurs d'Ottawa    | 4-6-0 |

### Février
| No | Date        | Visiteur              | Score | Domicile              | Fiche  |
| -- | ----------- | --------------------- | ----- | --------------------- | ------ |
| 11 | 1er février | Canadiens de Montréal | 1-2   | Sénateurs d'Ottawa    | 5-6-0  |
| 12 | 5 février   | Sénateurs d'Ottawa    | 0-2   | Blueshirts de Toronto | 5-7-0  |
| 13 | 8 février   | Bulldogs de Québec    | 4-1   | Sénateurs d'Ottawa    | 5-8-0  |
| 14 | 12 février  | Tecumsehs de Toronto  | 0-11  | Sénateurs d'Ottawa    | 6-8-0  |
| 15 | 15 février  | Sénateurs d'Ottawa    | 3-2   | Canadiens de Montréal | 7-8-0  |
| 16 | 19 février  | Sénateurs d'Ottawa    | 2-9   | Wanderers de Montréal | 7-9-0  |
| 17 | 22 février  | Wanderers de Montréal | 3-9   | Sénateurs d'Ottawa    | 8-9-0  |
| 18 | 26 février  | Sénateurs d'Ottawa    | 3-4   | Tecumsehs de Toronto  | 8-10-0 |

### Mars
| No | Date     | Visiteur              | Score | Domicile           | Fiche  |
| -- | -------- | --------------------- | ----- | ------------------ | ------ |
| 19 | 1er mars | Blueshirts de Toronto | 2-3   | Sénateurs d'Ottawa | 9-10-0 |
| 20 | 5 mars   | Sénateurs d'Ottawa    | 6-8   | Bulldogs de Québec | 9-11-0 |